# Kungsgatan, Umeå
Kungsgatan är en gata i centrala Umeå. Gatan, som ursprungligen kallats Tredje Gatan och senare Skolhusgatan, fick sitt nuvarande namn i och med 1889 års stadsplan – den första efter stadsbranden 1888.
Kungsgatan sträcker sig från Döbelns plan (stadsdelspark Väst på stan) genom ett område dominerat av trevånings flerfamiljshus med butiker i gatuplan, bland dem flera konstgallerier, förbi bland annat Hovrätten innan den korsar Västra Esplanaden och övergår i markvärmd gågata genom centrum, fram till Vasagatan. 
I centrala staden passerar Kungsgatan bland annat Sagateatern, restaurangtäta Renmarkstorget och Rådhustorget, med torghandel och snabbmatsvagnar – när där inte byggs om för tillfälliga evenemang. Där det för några årtionden sedan fanns varuhus som Domus, Tempo och Epa, dominerar på 2010-talet stora shoppinggallerior som MVG-gallerian och Utopia, samt en mängd småbutiker av vilka Burmans Musik hör till de mest kända.  
Efter Rådhustorget fortsätter gatan över Vasagatan och Östra Esplanaden, förbi Vänortsparken och Mimerskolan – åren 2015–2016 ombyggd till hotell – över Östra Kyrkogatan till stadsdelen Öst på stan, som ännu präglas av björkalléer och mindre trähus. Byggnader att notera är Rektor Johanssons gård, Länsstyrelsen och gamla biblioteket. Ännu en liten park, Herrgärdan, passeras innan gatan når bostadsområdet Östermalm, där den strax efter cykelbron Svingen – drygt hundra meter före Östra station och bostadsområdet Öbacka – mynnar i en stum vänsterkrok mot Östermalmsgatan. 

## Fler bilder från Kungsgatan

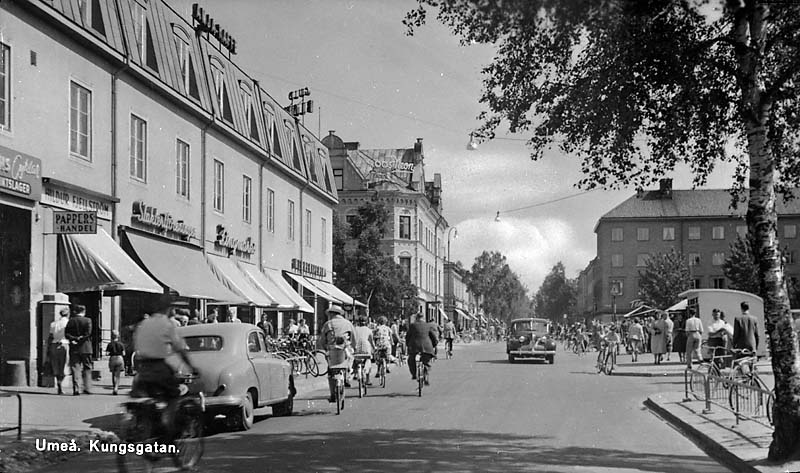
Kungsgatan, 1950-tal.
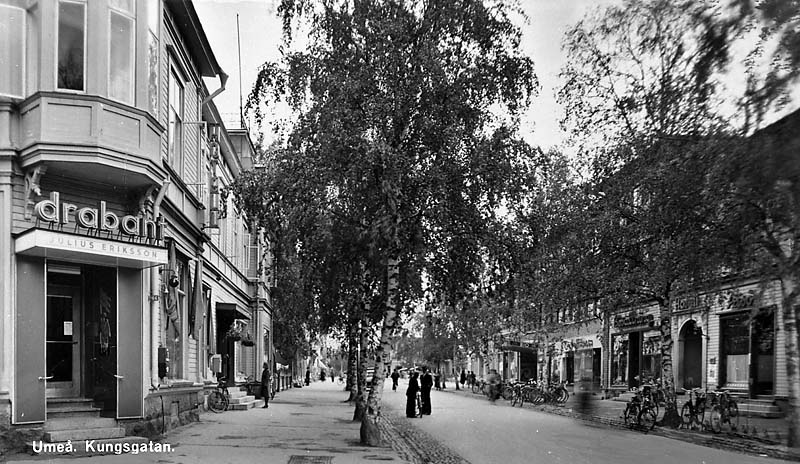
Kungsgatan på 1950-talet.
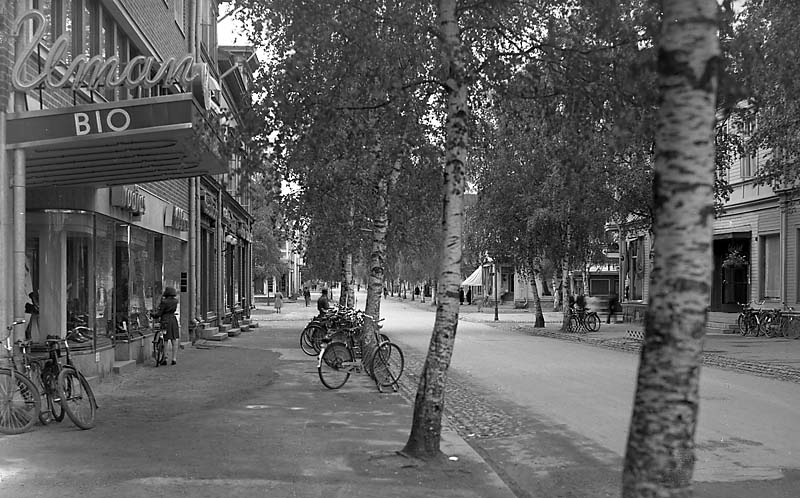
Biograf Uman (1941–1969).
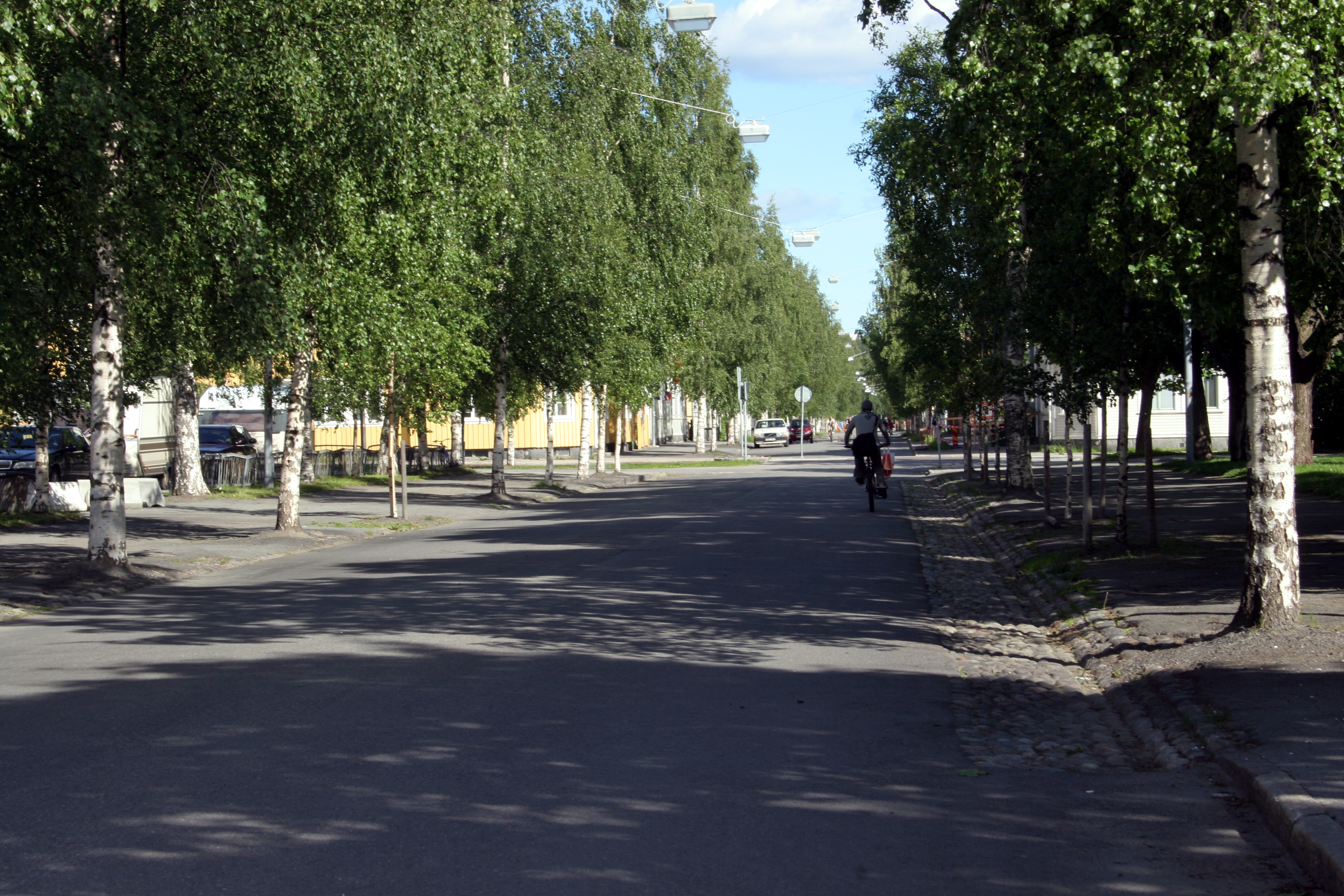
Kungsgatan, Öst på stan (2005).
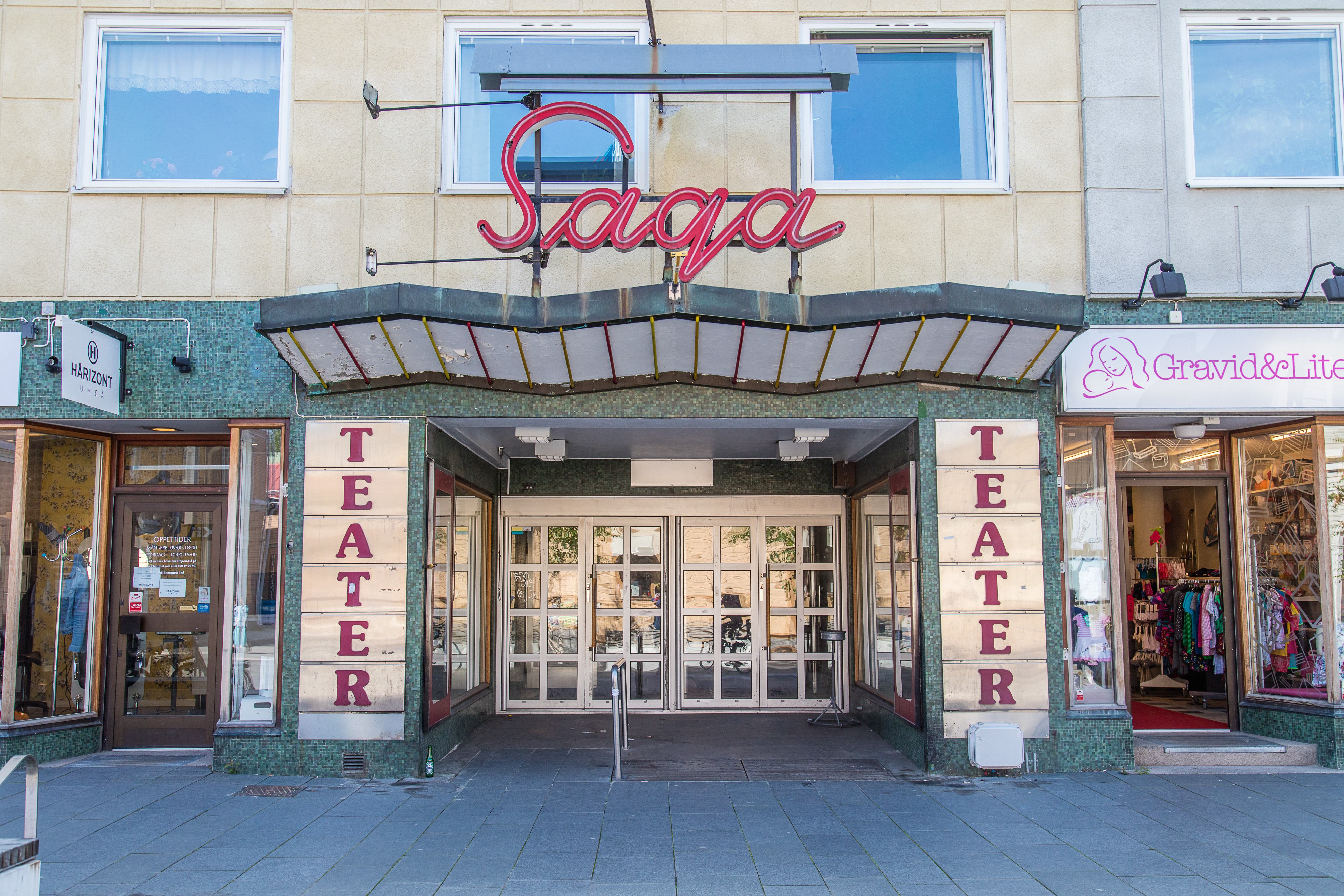
Sagateatern.